# Борис Левиев
Борис Леон Левиев е български цигулар, диригент и композитор.

## Биография
Роден е на 24 февруари 1902 г. в София. Интересът му към музиката е от ранно детство. Като дете продава вестници, за да си купи цигулка. До 1925 г. учи цигулка при Валтер и хармония при Алтерман. Изявява се в джаза и оперетното изкуство. През 1926 – 1927 г. учи в Консерваторията в Берлин и свири в кинооркестри. Прекъсва поради липса на средства. Работи като асистент-диригент в театър „Скала“ в Берлин и учи композиция и диригентство при Хилберт, оркестрация при Хофман и камерна музика при Крюгер. Посещава лекции по режисура при Шмид в студията на Макс Райнхард. Завръща се в България през 1930 г. От 1932 г. е цигулар и диригент в джазов оркестър. Последователно е диригент в театрите „П.К. Стойчев“, „Ангел Сладкаров“, „Одеон“, Художествен оперетен театър и Народната оперета. От 1948 до 1958 г. е главен диригент на Държавния музикален театър „Стефан Македонски“.
Като композитор е автор на единайсет оперети, шлагери и филмова музика. Негови оперети са „Малинарка“ и „Пристанушка“. Негово дело е музиката към игралния филм „Ще дойдат нови дни“.
По време на неговата музикална кариера дирижира над 200 оперети. Някои от тях са представени за първи път пред българска публика, а в други Левиев се изявява и като режисьор. Сред режисираните от него оперети са: „Розата от Стамбул“ от Лео Фал, „Холандската женица“ и „Царицата на чардаша“ от Имре Калман и други.
По предложение на Левиев е сформирана групата „Български комедиен хармонист“, в която участват Аспарух Лешников, Борис Христов и Ото Либих. Групата е разпусната заради мобилизацията покрай Втората световна война.
Диригентът Божидар Сакеларов споделя за Левиев: „През 1935 г. започнах да свиря с Борис Левиев. Това беше единственият според мен музикант, който разбираше от джаз и правдиво го възпроизвеждаше.“
През 1950 г. Левиев е удостоен с почетното звание „Заслужил артист“.
Умира през януари 1968 г. в София.
Негови родственици са композиторът Лилчо Борисов (син) и музикантът Кирил Маричков (внук).
Личният му архив се съхранява във фонд 1279К в Централен държавен архив. Той се състои от 31 архивни единици от периода 1921 – 1968 г.